# Пам'ятник Григорію Сковороді (Київ, МАУП)
Пам'ятник Григорію Сковороді — пам'ятник українському поету та філософу на території Міжрегіональної академії управління персоналом, що розташована у Києві.

## Історія
Пам'ятник споруджено 2005 року. Скульпторами є Олесь Сидорук та Борис Крилов. Поет тримає Біблію та хрестик, а також зображений босим.